# My Goal's Beyond
My Goal's Beyond è il terzo album da solista di John McLaughlin (dopo Extrapolation e Devotion), inciso a New York uscito nel marzo 1971 e pubblicato nel giugno dello staesso anno.
Questo album è considerato una pietra miliare della carriera di John McLaughlin e della storia della chitarra acustica jazz. Ad oggi molti affermano che sia ancora il più grande di tutti i dischi del chitarrista britannico.

## Descrizione
A parte il suo passaggio alla chitarra acustica, questo album segna il primo grande cambiamento stilistico di McLaughlin. La musica è fortemente influenzata dalla musica indiana ed è stata dedicata al guru spirituale di McLaughlin, l'indiano Sri Chinmoy.
Il disco rispecchia il viaggio spirituale intrapreso da John McLaughlin come seguace della divinità induista Visnù, contrassegnato dalla sua assunzione del nuovo nome di Mahavishnu. Nel primo lato la musica è un interessante mix di musica indiana e jazz acustico, con McLaughlin che emula (in un certo senso) un sitar sulla sua chitarra acustica.
Il lato A contiene due brani più lunghi che sono eseguiti dall'intera band, tra cui il sassofonista/flautista soprano Dave Liebman, il violinista Jerry Goodman e i percussionisti Airto e Badal Roy. 
Il secondo lato dell'album presenta otto brevi composizioni (cinque standard e tre brani originali) suonate da McLaughlin su chitarre acustiche a doppio binario, con punteggiatura occasionale su vari piatti di Billy Cobham.
Secondo alcuni critici, tecnicamente la chitarra acustica di John McLaughlin in My Goals Beyond è lontana dall'abilità esibita nella maggior parte delle sue registrazioni. 
Mclaughlin in realtà aveva preregistrato gli accordi e su questi aveva suonato gli assolo. Tuttavia, nonostante la sovraincisione, non si può negarere il fatto che questo album è un vero capolavoro. My Goal's Beyond ha stabilito gli standard per la chitarra acustica che resistono ancora oggi. Nonostante abbia suonato con sorprendente velocità e la selezione dei brani fosse insolitamente eclettica, la melodia emerge intatta.
Nella formazione hanno partecipato diversi musicisti, compresi alcuni dei futuri componenti della Mahavishnu Orchestra.

## Altre incisioni
L'album è stato ristampato nel 1976 dall'etichetta Douglas/Casablanca (1976), Elektra/Musician (1982) e nel 1987 da Rykodisc su CD e LP.

## Tracce

### Lato A
1. "Peace 1"	(John McLaughlin) -	7:15
2. "Peace 2"	(John McLaughlin) -	12:18

### Lato B
1. Goodbye Pork Pie Hat (Charles Mingus) -	7:15
2. Something Spiritual, (Dave Herman) - 3:35
3. Hearts and Flowers (Theodore Moses Tobani e Mary D. Brine) - 2:05
4. Phillip Lane, (John McLaughlin) - 3:35
5. Waltz for Bill Evans, (Chick Corea) - 2:00
6. Follow Your Heart, (John McLaughlin) - 3:17
7. Song for My Mother, (John McLaughlin) - 3:30
8. Blue in Green, (Miles Davis/Bill Evans) -  2:37

## Formazione
- John McLaughlin: chitarra acustica
- Billy Cobham – batteria
- Charlie Haden – contrabasso
- Jerry Goodman – violino
- Dave Liebman – flauto, sax soprano
- Airto Moreira – percussioni
- Badal Roy – tabla
- Mahalakshmi (Eve McLaughlin) – tambura